# Народное правительство провинции Фуцзянь

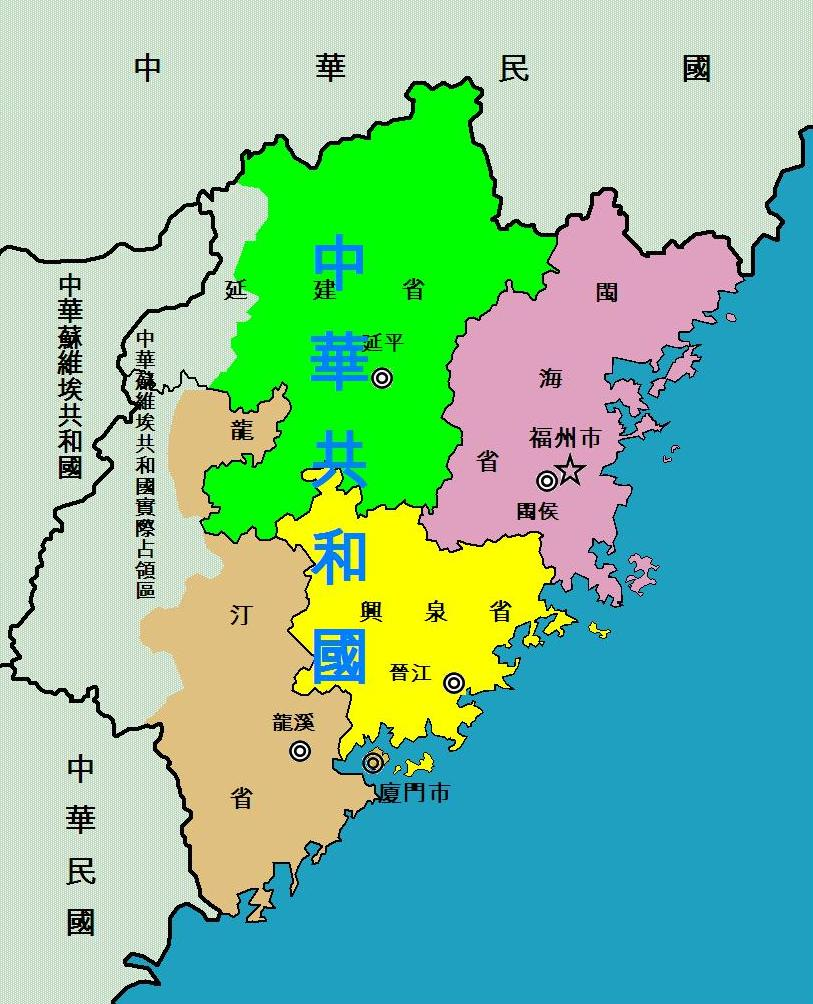
Административного деление Народного правительства Фуцзянь

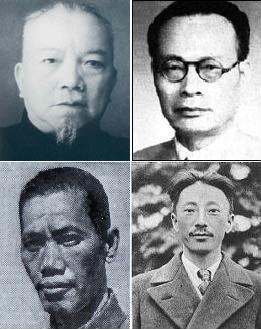
Известные лидеры правительства

Народное правительство провинции Фуцзянь (кит. трад. 中華共和國人民革命政府, пиньинь Zhōnghuá Gònghéguó Rénmín Gémìng Zhèngfǔ, буквально: «Народное революционное правительство Китайской Республики») — историческое непризнанное государство, возникшее на территории провинции Фуцзянь как анти-гоминьдановское движение. В 1934 году капитулировало перед Гоминьданом после Фуцзяньского восстания.